# Mesorregión de São José do Río Preto
La mesorregião de São José do Rio Preto es una de las quince mesorregiones del estado brasilero de São Paulo. Está formada por la unión de 109 municipios agrupados en ocho microrregiones. Es la mayor Mesorregión del estado de São Paulo, con casi 30.000 km².

## Microrregiones
- Auriflama
- Catanduva
- Fernandópolis
- Jales
- Nhandeara
- Novo Horizonte
- São José do Río Preto
- Votuporanga